# NBL 2017/18
Die NBL 2017/18 war die 40. Austragung der australasischen National Basketball League. Die mit sieben Teams aus Australien und einem Team aus Neuseeland ausgetragene Meisterschaft begann am 5. Oktober 2017 und endete am 31. März 2018. Im Finale konnte sich Melbourne United in der Best-of-Five-Serie gegen die Adelaide 36ers in fünf Spielen durchsetzen und damit ihren fünften Meistertitel erringen.

## Modus
Jedes Team trägt in der regulären Saison 14 Heim- und 14 Auswärtsspiele aus. Die in der Endtabelle auf den ersten vier Plätzen stehenden Teams qualifizieren sich für die Playoffs. Das beste Team der Hauptrunde spielt im Halbfinale gegen den Vierten, während der Zweite gegen den Dritten spielt. Im Halbfinale gilt der Best-of-Three-Modus, während im Finale der Best-of-Five-Modus angewendet wird.

## Tabelle
Abschlusstabelle nach Ende der Hauptrunde
- Für die Play-offs qualifiziert

| Pl. | Team                 | Spiele | Siege | Niederlagen | Siegquote | Punkte+ | Punkte- | Punktedifferenz | Heimbilanz | Auswärtsbilanz |
| --- | -------------------- | ------ | ----- | ----------- | --------- | ------- | ------- | --------------- | ---------- | -------------- |
| 01. | Melbourne United     | 28     | 20    | 8           | 71,43 %   | 2434    | 2298    | +136            | 11:3       | 9:5            |
| 02. | Adelaide 36ers       | 28     | 18    | 10          | 64,29 %   | 2654    | 2527    | +127            | 10:4       | 8:6            |
| 03. | Perth Wildcats       | 28     | 16    | 12          | 57,14 %   | 2388    | 2271    | +117            | 9:5        | 7:7            |
| 04. | New Zealand Breakers | 28     | 15    | 13          | 53,57 %   | 2364    | 2387    | −23             | 9:5        | 6:8            |
| 05. | Illawarra Hawks      | 28     | 12    | 16          | 42,86 %   | 2474    | 2539    | −64             | 7:7        | 5:9            |
| 06. | Cairns Taipans       | 28     | 11    | 17          | 39,29 %   | 2215    | 2281    | −66             | 6:8        | 3:11           |
| 07. | Sydney Kings         | 28     | 11    | 17          | 39,29 %   | 2418    | 2504    | −86             | 6:8        | 5:9            |
| 08. | Brisbane Bullets     | 28     | 9     | 18          | 32,14 %   | 2347    | 2487    | −140            | 6:8        | 3:11           |

## Play-offs

### Modus
Die auf den ersten vier Plätzen der Abschlusstabelle der regulären Saison platzierten Mannschaften qualifizieren sich für die Play-offs. Die beste Mannschaft tritt dabei gegen die viertbeste und die zweitbeste gegen die drittbeste Mannschaft an. Das Halbfinale wird im Best-of-three-Modus und das Finale im Best-of-five-Modus entschieden.

### Spiele
|  | Halbfinale | Halbfinale           | Halbfinale     | Halbfinale | Halbfinale |                  |     | Finale | Finale         | Finale | Finale | Finale | Finale | Finale |
|  |            |                      |                |            |            |                  |     |        |                |        |        |        |        |        |
|  | 1          | Melbourne United     | 88             | 88         |            |                  |     |        |                |        |        |        |        |        |
|  | 4          | New Zealand Breakers | 77             | 86         |            |                  |     |        |                |        |        |        |        |        |
|  | 4          | New Zealand Breakers | 77             | 86         | 1          | Melbourne United | 107 | 95     | 101            | 81     | 100    |        |        |        |
|  |            |                      |                |            |            | Melbourne United | 107 | 95     | 101            | 81     | 100    |        |        |        |
|  |            | 2                    | Adelaide 36ers | 96         | 110        | 98               | 90  | 82     |                |        |        |        |        |        |
|  | 2          | 2                    | Adelaide 36ers | 96         | 110        | 98               | 90  | 82     | Adelaide 36ers | 109    | 89     |        |        |        |
|  | 2          |                      |                |            |            |                  |     |        | Adelaide 36ers | 109    | 89     |        |        |        |
|  | 3          | Perth Wildcats       | 74             | 88         |            |                  |     |        |                |        |        |        |        |        |

### Spielstatistiken
Halbfinale
| 3. März 2018 17:30 Uhr | boxscore | Melbourne United 88, New Zealand Brakers 77         | Melbourne United 88, New Zealand Brakers 77 | Melbourne United 88, New Zealand Brakers 77            | Melbourne Arena, Melbourne Zuschauer: 6833 Schiedsrichter: M. Aylen, M. Townsend, J. Chapman | Fox Sports |
| 3. März 2018 17:30 Uhr | boxscore | Punkte pro Viertel: 21:24, 22:19, 24:18, 21:16      |                                             |                                                        | Melbourne Arena, Melbourne Zuschauer: 6833 Schiedsrichter: M. Aylen, M. Townsend, J. Chapman | Fox Sports |
| 3. März 2018 17:30 Uhr | boxscore | Punkte: Ware 33 Rebounds: Boone 8 Assists: Wesley 4 |                                             | Punkte: Newbill 19 Rebounds: Pledger 10 Assists: Ili 5 | Melbourne Arena, Melbourne Zuschauer: 6833 Schiedsrichter: M. Aylen, M. Townsend, J. Chapman | Fox Sports |
| 3. März 2018 17:30 Uhr | boxscore | Melbourne United führt in der Serie 1:0             |                                             |                                                        | Melbourne Arena, Melbourne Zuschauer: 6833 Schiedsrichter: M. Aylen, M. Townsend, J. Chapman | Fox Sports |

| 5. März 2018 19:30 Uhr | boxscore | New Zealand Brakers 86, Melbourne United 88                      | New Zealand Brakers 86, Melbourne United 88 | New Zealand Brakers 86, Melbourne United 88             | Spark Arena, Auckland Schiedsrichter: V. Mayberry, M. Aylen, D. Lyons | Fox Sports |
| 5. März 2018 19:30 Uhr | boxscore | Punkte pro Viertel: 26:13, 12:20, 25:25, 15:20. Overtime/s: 8:10 |                                             |                                                         | Spark Arena, Auckland Schiedsrichter: V. Mayberry, M. Aylen, D. Lyons | Fox Sports |
| 5. März 2018 19:30 Uhr | boxscore | Punkte: Newbill 21 Rebounds: Christmas 8 Assists: Abercrombie 5  |                                             | Punkte: Boone 33 Rebounds: Boone 15 Assists: Goulding 6 | Spark Arena, Auckland Schiedsrichter: V. Mayberry, M. Aylen, D. Lyons | Fox Sports |
| 5. März 2018 19:30 Uhr | boxscore | Melbourne United gewinnt die Serie 2:0                           |                                             |                                                         | Spark Arena, Auckland Schiedsrichter: V. Mayberry, M. Aylen, D. Lyons | Fox Sports |

| 3. März 2018 19:00 Uhr | boxscore | Adelaide 36ers 109, Perth Wildcats 74                      | Adelaide 36ers 109, Perth Wildcats 74 | Adelaide 36ers 109, Perth Wildcats 74                        | Titanium Security Arena, Adelaide Zuschauer: 6000 Schiedsrichter: V. Mayberry, J. Boyer, C. Reid | Fox Sports |
| 3. März 2018 19:00 Uhr | boxscore | Punkte pro Viertel: 19:18, 31:26, 26:18, 33:12             |                                       |                                                              | Titanium Security Arena, Adelaide Zuschauer: 6000 Schiedsrichter: V. Mayberry, J. Boyer, C. Reid | Fox Sports |
| 3. März 2018 19:00 Uhr | boxscore | Punkte: Childress 22 Rebounds: Creek 11 Assists: Shorter 7 |                                       | Punkte: Cotton 22 Rebounds: Brandt, Cooke 6 Assists: Kenny 4 | Titanium Security Arena, Adelaide Zuschauer: 6000 Schiedsrichter: V. Mayberry, J. Boyer, C. Reid | Fox Sports |
| 3. März 2018 19:00 Uhr | boxscore | Adelaide 36ers führt in der Serie 1:0                      |                                       |                                                              | Titanium Security Arena, Adelaide Zuschauer: 6000 Schiedsrichter: V. Mayberry, J. Boyer, C. Reid | Fox Sports |

| 9. März 2018 18:30 Uhr | boxscore | Perth Wildcats 88, Adelaide 36ers 89                   | Perth Wildcats 88, Adelaide 36ers 89 | Perth Wildcats 88, Adelaide 36ers 89                         | Perth Arena, Perth Zuschauer: 12.055 Schiedsrichter: V. Mayberry, C. Reid, M. Aylen | Fox Sports |
| 9. März 2018 18:30 Uhr | boxscore | Punkte pro Viertel: 28:15, 21:25, 18:23, 21:26         |                                      |                                                              | Perth Arena, Perth Zuschauer: 12.055 Schiedsrichter: V. Mayberry, C. Reid, M. Aylen | Fox Sports |
| 9. März 2018 18:30 Uhr | boxscore | Punkte: Cotton 31 Rebounds: Brandt 9 Assists: Tokoto 5 |                                      | Punkte: Childress 25 Rebounds: Childress 10 Assists: Sobey 5 | Perth Arena, Perth Zuschauer: 12.055 Schiedsrichter: V. Mayberry, C. Reid, M. Aylen | Fox Sports |
| 9. März 2018 18:30 Uhr | boxscore | Adelaide 36ers gewinnt die Serie 2:0                   |                                      |                                                              | Perth Arena, Perth Zuschauer: 12.055 Schiedsrichter: V. Mayberry, C. Reid, M. Aylen | Fox Sports |

Finale
| 16. März 2018 14:30 Uhr | boxscore | Melbourne United 107, Adelaide 36ers 96                         | Melbourne United 107, Adelaide 36ers 96 | Melbourne United 107, Adelaide 36ers 96                      | Melbourne Arena, Melbourne Zuschauer: 8699 Schiedsrichter: V. Mayberry, C. Reid, M. Aylen | Fox Sports |
| 16. März 2018 14:30 Uhr | boxscore | Punkte pro Viertel: 29:28, 24:19, 26:24, 28:25                  |                                         |                                                              | Melbourne Arena, Melbourne Zuschauer: 8699 Schiedsrichter: V. Mayberry, C. Reid, M. Aylen | Fox Sports |
| 16. März 2018 14:30 Uhr | boxscore | Punkte: Goulding 26 Rebounds: Boone 8 Assists: Wesley, Hooley 5 |                                         | Punkte: Johnson 18 Rebounds: Creek 9 Assists: Creek, Moore 4 | Melbourne Arena, Melbourne Zuschauer: 8699 Schiedsrichter: V. Mayberry, C. Reid, M. Aylen | Fox Sports |
| 16. März 2018 14:30 Uhr | boxscore | Melbourne United führt in der Serie 1:0                         |                                         |                                                              | Melbourne Arena, Melbourne Zuschauer: 8699 Schiedsrichter: V. Mayberry, C. Reid, M. Aylen | Fox Sports |

| 18. März 2018 14:30 Uhr | boxscore | Adelaide 36ers 110, Melbourne United 88            | Adelaide 36ers 110, Melbourne United 88 | Adelaide 36ers 110, Melbourne United 88                  | Titanium Security Arena, Adelaide Zuschauer: 7000 Schiedsrichter: V. Mayberry, M. Aylen, M. Townsend | Fox Sports |
| 18. März 2018 14:30 Uhr | boxscore | Punkte pro Viertel: 27-19, 30-22, 25-23, 28-31     |                                         |                                                          | Titanium Security Arena, Adelaide Zuschauer: 7000 Schiedsrichter: V. Mayberry, M. Aylen, M. Townsend | Fox Sports |
| 18. März 2018 14:30 Uhr | boxscore | Punkte: Deng 18 Rebounds: Creek 9 Assists: Sobey 5 |                                         | Punkte: Prather 20 Rebounds: Prather 7 Assists: Wesley 3 | Titanium Security Arena, Adelaide Zuschauer: 7000 Schiedsrichter: V. Mayberry, M. Aylen, M. Townsend | Fox Sports |
| 18. März 2018 14:30 Uhr | boxscore | Serie ausgeglichen 1:1                             |                                         |                                                          | Titanium Security Arena, Adelaide Zuschauer: 7000 Schiedsrichter: V. Mayberry, M. Aylen, M. Townsend | Fox Sports |

| 23. März 2018 19:30 Uhr | boxscore | Melbourne United 101, Adelaide 36ers 98             | Melbourne United 101, Adelaide 36ers 98 | Melbourne United 101, Adelaide 36ers 98               | Melbourne Arena, Melbourne Zuschauer: 9362 Schiedsrichter: M. Aylen, V. Mayberry, C. Reid | Fox Sports |
| 23. März 2018 19:30 Uhr | boxscore | Punkte pro Viertel: 33:22, 20:31, 28:22, 20:23      |                                         |                                                       | Melbourne Arena, Melbourne Zuschauer: 9362 Schiedsrichter: M. Aylen, V. Mayberry, C. Reid | Fox Sports |
| 23. März 2018 19:30 Uhr | boxscore | Punkte: Ware 25 Rebounds: Prather 6 Assists: Ware 3 |                                         | Punkte: Johnson 20 Rebounds: Creek 8 Assists: Creek 5 | Melbourne Arena, Melbourne Zuschauer: 9362 Schiedsrichter: M. Aylen, V. Mayberry, C. Reid | Fox Sports |
| 23. März 2018 19:30 Uhr | boxscore | Melbourne United führt in der Serie 2:1             |                                         |                                                       | Melbourne Arena, Melbourne Zuschauer: 9362 Schiedsrichter: M. Aylen, V. Mayberry, C. Reid | Fox Sports |

| 25. März 2018 14:30 Uhr | boxscore | Adelaide 36ers 90, Melbourne United 81                    | Adelaide 36ers 90, Melbourne United 81 | Adelaide 36ers 90, Melbourne United 81                     | Titanium Security Arena, Adelaide Zuschauer: 7500 Schiedsrichter: V. Mayberry, M. Aylen, C. Reid | Fox Sports |
| 25. März 2018 14:30 Uhr | boxscore | Punkte pro Viertel: 29:21, 26:10, 16:27, 19:23            |                                        |                                                            | Titanium Security Arena, Adelaide Zuschauer: 7500 Schiedsrichter: V. Mayberry, M. Aylen, C. Reid | Fox Sports |
| 25. März 2018 14:30 Uhr | boxscore | Punkte: Johnson 21 Rebounds: Johnson 9 Assists: Shorter 3 |                                        | Punkte: Prather 23 Rebounds: Prather 7 Assists: Goulding 4 | Titanium Security Arena, Adelaide Zuschauer: 7500 Schiedsrichter: V. Mayberry, M. Aylen, C. Reid | Fox Sports |
| 25. März 2018 14:30 Uhr | boxscore | Serie ausgeglichen 2:2                                    |                                        |                                                            | Titanium Security Arena, Adelaide Zuschauer: 7500 Schiedsrichter: V. Mayberry, M. Aylen, C. Reid | Fox Sports |

| 31. März 2018 18:00 Uhr | boxscore | Melbourne United 100, Adelaide 36ers 82                        | Melbourne United 100, Adelaide 36ers 82 | Melbourne United 100, Adelaide 36ers 82                | Melbourne Arena, Melbourne Zuschauer: 10.300 Schiedsrichter: M. Aylen, V. Mayberry, C. Reid | Fox Sports |
| 31. März 2018 18:00 Uhr | boxscore | Punkte pro Viertel: 34:22, 23:22, 21:25, 22:13                 |                                         |                                                        | Melbourne Arena, Melbourne Zuschauer: 10.300 Schiedsrichter: M. Aylen, V. Mayberry, C. Reid | Fox Sports |
| 31. März 2018 18:00 Uhr | boxscore | Punkte: Goulding, Ware 23 Rebounds: Boone 12 Assists: Wesley 3 |                                         | Punkte: Shorter 20 Rebounds: Creek 10 Assists: Moore 7 | Melbourne Arena, Melbourne Zuschauer: 10.300 Schiedsrichter: M. Aylen, V. Mayberry, C. Reid | Fox Sports |
| 31. März 2018 18:00 Uhr | boxscore | Melbourne United gewinnt die Serie 3:2                         |                                         |                                                        | Melbourne Arena, Melbourne Zuschauer: 10.300 Schiedsrichter: M. Aylen, V. Mayberry, C. Reid | Fox Sports |

## Spielerstatistiken
Alle Statistiken beziehen sich auf die reguläre Saison + die Play-off-Spiele.
| Platz | Name             | Team            | Spiele | Schnitt |
| ----- | ---------------- | --------------- | ------ | ------- |
| 1.    | Bryce Cotton     | Perth Wildcats  | 30     | 19,9    |
| 2.    | Jerome Randle    | Adelaide 36ers  | 19     | 19,8    |
| 3.    | Demitrius Conger | Adelaide 36er   | 27     | 19,7    |
| 4.    | Rotnei Clarke    | Illawarra Hawks | 25     | 18,0    |
| 5.    | Casper Ware      | Sydney Kings    | 35     | 16,7    |

| Platz | Name           | Team                   | Spiele | Schnitt |
| ----- | -------------- | ---------------------- | ------ | ------- |
| 1.    | Josh Boone     | Illawarra Hawks        | 35     | 9,2     |
| 2.    | Perrin Buford  | Brisbane Bullets       | 22     | 8,2     |
| 3.    | Daniel Johnson | S.E. Melbourne Phoenix | 35     | 7,0     |
| 4.    | Mitch McCarron | New Zealand Breakers   | 28     | 6,8     |
| 5.    | Josh Childress | Adelaide 36ers         | 27     | 6,6     |

| Platz | Name            | Team                 | Spiele | Schnitt |
| ----- | --------------- | -------------------- | ------ | ------- |
| 1.    | Jerome Randle   | Adelaide 36ers       | 19     | 5,3     |
| 2.    | Travis Trice    | Brisbane Bullets     | 27     | 5,1     |
| 3.    | Casper Ware     | Sydney Kings         | 35     | 4,3     |
| 4.    | Shannon Shorter | Adelaide 36ers       | 34     | 4,1     |
| 5.    | Edgar Sosa      | New Zealand Breakers | 28     | 3,8     |

| Platz | Name               | Team            | Spiele | Schnitt |
| ----- | ------------------ | --------------- | ------ | ------- |
| 1.    | Jean-Pierre Tokoto | Perth Wildcats  | 30     | 1,7     |
| 2.    | Damian Martin      | Perth Wildcats  | 28     | 1,5     |
| 3.    | Nicholas Kay       | Perth Wildcats  | 28     | 1,5     |
| 4.    | Kevin Lisch        | Sydney Kings    | 11     | 1,4     |
| 5.    | Rhys Martin        | Illawarra Hawks | 28     | 1,4     |

| Platz | Name            | Team                   | Spiele | Schnitt |
| ----- | --------------- | ---------------------- | ------ | ------- |
| 1.    | Tom Abercrombie | New Zealand Breakers   | 30     | 1,4     |
| 2.    | Andrew Ogilvy   | Illawarra Hawks        | 22     | 1,4     |
| 3.    | Perrin Buford   | Brisbane Bullets       | 22     | 1,3     |
| 4.    | Tai Wesley      | S.E. Melbourne Phoenix | 35     | 1,2     |
| 5.    | Jeremy Tyler    | Sydney Kings           | 10     | 1,1     |

## Individuelle Auszeichnungen
- Most Valuable Player der regulären Saison (Andrew Gaze Trophy): Bryce Cotton (Perth Wildcats)
- Rookie of the Year: Isaac Humphries (Sydney Kings)
- Best Defensive Player (Damian Martin Trophy): Damian Martin (Perth Wildcats)
- Best Sixth Man: Ramone Moore (Adelaide 36ers)
- Most Improved Player: Shea Ili (New Zealand Breakers)
- Fans MVP: Mitch Creek (Adelaide 36ers)
- Coach of the Year (Lindsay Gaze Trophy): Dean Vickerman (Melbourne United)
- Referee of the Year: Michael Aylen
- All-NBL First Team:
  - Casper Ware (Melbourne United)
  - Bryce Cotton (Perth Wildcats)
  - Demitrius Conger (Illawarra Hawks)
  - Daniel Johnson (Adelaide 36ers)
  - Josh Boone (Melbourne United)
- All-NBL Second Team:
  - Jerome Randle (Sydney Kings)
  - Édgar Sosa (New Zealand Breakers)
  - JP Tokoto (Perth Wildcats)
  - Mitch Creek (Adelaide 36ers)
  - Tai Wesley (Melbourne United)
- Grand Final Series MVP (Larry Sengstock Medal): Chris Goulding (Melbourne United)